# Christine Sophie von Gähler
Christine Sophie von Gähler, född med namnet (von) Ahlefeldt, senare med namnet von der Goltz, döpt 7 februari 1745 i Egernførde, död 18 juli 1792 i Itzehoe, var en dansk adelsdam. 
Hon var dotter till överste Henrik Ahlefeldt (1711–1765) och Frederikke Marsilia Krag (1724–1756). Hon äktade officeren Peter Elias von Gähler 1762. Paret lämnade hovet vid Kristian VII:s tronbestigning 1766, men återkom året därpå, när maken fick en högre post. 
Hon uppmärksammades för sin skönhet, sin livlighet och sarkastiska lynne, och vid Kristian VII:s hov – där hon tillsammans med baronessan Anna Sofie Bülow och grevinnan Amalie Sofie Holstein kallades „Hoffets tre Gratier" och utgjorde Danmarks motsvarighet till "tre Gracer" – var hon lika oumbärlig, när kungen hade sina dagliga spelpartier med grevarna Enevold Brandt och Christian Frederik Holstein, som vid Caroline Mathilde korta sommar på Hirschholm Slot eller Frederiksborg Slot med sina hovdamer, ledsagade av galanta tillbedjare, medan makarna lämnades hemma. Hon gjorde drottningen sällskap under sommarvistelsen på Fredriksborgs slott 1767, då hon, Anna Sofie Bülow och Johanne Marie Malleville , när de uppvaktades öppet av Johan Frederik Classen, Joakim Ulrik von Sperling och Konrad Aleksander Fabritius bland andra. Hon fick då rykte om sig att ha älskare, oavsett om det låg någon sanning i ryktena – hon brukade dock alltid framhäva sin make offentligt. 
Hon syntes nästan alltid i drottningens sällskap vid ridturer, maskeradbaler och utflykter, och beskrivs som den hovdam som Caroline Mathilde hade mest förtroende för efter Louise von Plessen. Sommaren 1770 åtföljde hon kungaparet på deras resa genom hertigdömerna. Från denna resa finns hennes korrespondens med maken bevarad. Hon närvarade vid de intima utflykter och middagar drottningen anordnade med Struensee, Enevold Brandt, Frederik Ludvig Ernst Bülow och Frederik Karl von Warnstedt, där etiketten var bannlyst. Själv framträdde hon som en fördomsfri person som höll sig på avstånd från skvaller och intriger med förmågan att vara tolerant även mot personer hon ogillade. Hon hade en god relation till Struensee, och Luise Gramm omtalar ett tillfälle då drottningen misstänkte Struensee från att vara förälskad i von Gähler, och det påstods också att hon hade en förbindelse med Claude-Louis de Saint-Germain därför att hans ekonomiska bidrag var nödvändiga för både hennes make och hennes verklige älskare. Hon var också närvarande under den berömda sommaren på Hirschholm Slot 1771. 
Hon blev morgonen 16 januari 1772 fängslad tillsammans med sin make i samband med Struensees fall och förd till Kastellet. Vid arresteringen ska hon inte ha visat någon rädsla utan kommenterat att hon var glad över att få åtfölja sin make. Hennes son kommenterade deras arrestering med att han inte var särskilt orolig för sin far, som nog hade varit försiktig, men mycket orolig för sin mor. Hennes make förebråddes för sin karriär under Struensee, medan hennes nära relation till drottningen och Struensee gjorde att hon var utsatt för misstankar om att ha fått politiska dokument i förvaring. Deras hem genomsöktes, och hennes korrespondens lästes. Inget graverande kunde dock finnas. Själv uppgav hon i förhör att hon aldrig hade ägnat sig åt politik själv, och många gånger hade bett sin make avstå, men att han hade arbetat under Struensee enbart för att de behövde hans lön. 
Hon frigavs i maj samma år såsom alldeles oskyldig, dock med en varning för «udvist uforsigtig, ubetænksom og strafværdig Omgang». Maken förlorade samtliga befattningar och makarna förvisades och förbjöds uppehålla sig på sina gods på Sjælland, Fyn och Slesvig. De bosatte sig därför på Iztehö. En av hennes beundrare, Generalmajor J. F. Classen, hjälpte dem ekonomiskt genom att skänka dem en ärftlig livränta på 1200 Dlr. per år. År 1792 äktade hon en tysk general greve Carl Alexander von der Goltz (1739–1818), men dog under själva bröllopsnatten.
Hon var innehavare av änkedrottningens orden (1765) och Mathildeordenen (1771). 